# Werner Thiel (Künstler)
Werner Thiel (* 3. Februar 1927 in Breslau; † 28. April 2003) war ein deutscher Künstler, der durch Arbeiten mit Relikten aus dem Ruhrbergbau bekannt wurde. Er lebte und arbeitete in Gelsenkirchen und Herne.

## Leben
Von 1949 bis 1951 arbeitete er als Bergarbeiter auf verschiedenen Zechen im Ruhrgebiet. Nach dem Tod seiner ersten Frau ging er 1954 zurück nach Ostdeutschland. Dort übte er verschiedenste Tätigkeiten aus, war Plattenleger, Rangierer, Schädlingsbekämpfer und anderes. Schließlich studierte er von 1954 bis 1957 fünf Semester an der Hochschule für Grafik und Buchkunst in Leipzig. Er beteiligte sich an Demonstrationen zur Zeit des Ungarnaufstandes.
Er wurde in einen VEB Linoleumbetrieb versetzt, von wo aus er Kurse an der Meisterschule Naumburg belegte.
1960 floh er mit Frau und vier Kindern in die Bundesrepublik, zunächst nach Warburg. Dort arbeitete er zunächst als Grabsteinrestaurator und Prospektverteiler. Ab 1961 bis 1992 war Thiel Fördermaschinist auf der Zeche Consolidation in Gelsenkirchen. Ab 1965/66 wohnte er in Gelsenkirchen.
Werner Thiel und seine Frau Else bewohnten zuletzt ein Haus an der Bergmannsglückstraße in Gelsenkirchen, am Gelände der ehemaligen Zeche Bergmannsglück. Es gibt Bestrebungen, dieses Haus der Öffentlichkeit zugänglich zu machen. Direkt neben Thiels Haus befindet sich das Haus des befreundeten Künstlers Alfred Schmidt. Unweit davon befindet sich das "Forum Bergmannsglück", eine Kunstgalerie, die Thiel kuratierte.

## Werk
In Gelsenkirchen begann sich Thiel für den Niedergang des Ruhrbergbaus und seine Relikte zu interessieren. Die Ästhetik des Verfalls wurde zu seinem Hauptthema, dem er sich in Fotoarbeiten und graphischen Zyklen widmete, wie z. B.: "Phantasmagorien der Beklemmung" (1979) oder "Hiroshima". Ab 1980 sammelte er Artefakte bergmännischer und industrieller Arbeit auf den stillgelegten Zechen des Ruhrgebiets. Daraus schuf er Objekte, Collagen und Installationen, die erste in der Künstlerzeche Unser Fritz in Herne, wo er ein Atelier hatte. Viele Arbeiten Werner Thiels spielen ins Figürliche, durch Kombination verschiedenster Stücke entstehen Gesichter und menschliche Bezüge.
Ab 1976 war Werner Thiel durch zahlreiche Ausstellungen im In- und Ausland präsent. Seine Arbeit sind in internationalen Museen zu finden, darunter im Nationalmuseum Sofia (Bulgarien), Old Hall Museum Kirkleatham (England), Bibliotheque Nationale Paris (Frankreich), Stiftung Eisenbibliothek Langwiesen (Schweiz). 1983/1984 wurde er mit dem Diplom der Federation of Photographers USUF (Mitglied im World Council of Professional Photographers) ausgezeichnet.

## Ausstellungen (Auswahl)
- 1979 Zeche Unser Fritz, Herne-Wanne
- 1983 Hans-Sachs-Haus, Gelsenkirchen
- 1984 Galerie Schloss Lembeck
- 1984 Seidenweberhaus, Krefeld
- 1984 Kunstmuseum Gelsenkirchen

## Sammlung Werner Thiel

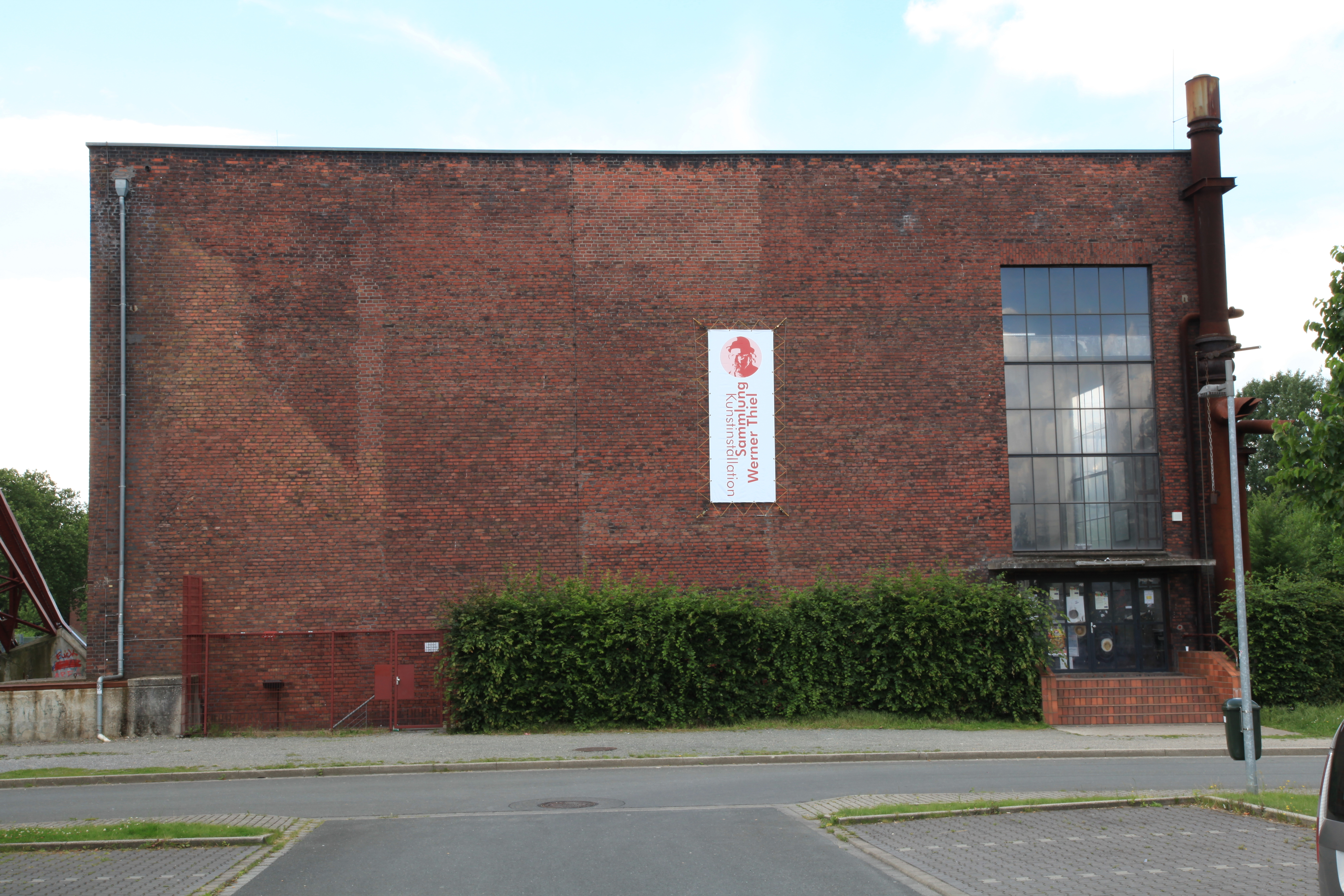
Nördliches Maschinenhaus, 2013

Die Eröffnung seiner größten Installation im Jahre 2004 im nördlichen Maschinenhaus der ehemaligen Zeche Consolidation in Gelsenkirchen erlebte Thiel nicht mehr. Der Künstler Helmut Bettenhausen von der Künstlerzeche Unser Fritz gestaltete die Installation im Geiste von Werner Thiel mit Unterstützung von Lutz Kahnwald. Auf zwei Etagen wird Thiels Sammlung von Bergbaurelikten präsentiert. Tausende Metallobjekte und Werkzeuge, Helme und Bergschuhe, Hinweisschilder und verschiedenste Werkstücke werden hier gezeigt. Die Sammlung kann samstags und sonntags und auch an Feiertagen besichtigt werden.